# Solothurnerlied
Das Solothurnerlied ist ein Heimatlied der Stadt Solothurn und gilt als inoffizielle Stadthymne. Den schweizerdeutschen Text hat Carl Robert Enzmann um 1916 unter Verwendung eines Gedichts von Alfred Hartmann als Fasnachtslied auf eine Melodie von Thomas Haynes Bayly verfasst. Die Klavierbegleitung stammt von Casimir Meister.

## Entstehung und Verbreitung
Der aus Schüpfheim im Kanton Luzern stammende Priester Carl Robert Enzmann (1888–1931) wirkte von 1913 bis 1922 als Domkaplan an der St. Ursenkathedrale in Solothurn. Er schrieb den Liedtext in den 1910er Jahren zur Solothurner Fasnacht. Enzmann selbst gab in einer späteren Reminiszenz an, das Solothurnerlied sei «im Jahre 1915 oder 1916» entstanden, andere Autoren datieren die Entstehung auf 1914.
Die Solothurner Stadtmusik «Konkordia» hatte, so Enzmann, eine «öffentliche Karnevalsaufführung» unter dem Titel Lang, lang ist's her veranstaltet. Das Motto bezog sie von einem populären, ursprünglich englischen Lied («Long, Long Ago») des Komponisten Thomas Haynes Bayly, dessen Melodie somit während der Fasnacht häufig zu hören war. Enzmann fühlte sich dadurch angeregt, einen neuen Text zur Melodie zu verfassen. In seinem Erinnerungstext schildert er, wie er zusammen mit dem Domkapellmeister im Pfarrhaus gesessen sei, während vom nahegelegenen Hotel «Krone» her das Lied zu hören war, und die Verse «zusammengereimt» habe; «einige rhythmische Veränderungen der Melodie muss uns der alte englische Biedermeier verzeihen». Der Text ist von einem 1885 publizierten Gedicht von Alfred Hartmann inspiriert und in der ersten Strophe weitgehend identisch mit diesem. Später fügte Enzmann dem Lied noch eine weitere Strophe an. Eine Klavierbegleitung stammt vom Komponisten Casimir Meister.
Das Lied wurde in den Solothurner Vereinen in der Folge rasch bekannt. Enzmann liess es zunächst nicht drucken, gab es aber seinen Schülern zum Abschreiben: «Das war ein psychologischer Trick. Auf diese Weise lernten sie den Text auswendig. Was man aus der Zeitung bequem lesen und herausschneiden kann, bleibt wohl in der Brieftasche, aber es kommt nicht in den Kopf, es bleibt nicht haften». Auf diese Weise sei das Lied, so Enzmann, in die Familien gelangt, und wurde bald auch an den Veranstaltungen der Solothurner Bruderschaften gesungen. Mit der Zeit war es auch im Radio zu hören, interpretiert unter anderem von Alois Bamert, Walter Loosli und – besonders in der Zeit des Zweiten Weltkriegs – vom Soldatensänger Hanns In der Gand.

## Inhalt
Das Lied umfasst acht Strophen. Sie sind, abgesehen von der ersten und der letzten, ihrem fasnächtlichen Ursprung entsprechend von Satire und Ironie geprägt und nehmen die Stadt Solothurn und die Eigenheiten ihrer Bewohner aufs Korn. Die behandelten Themen umfassen dabei beispielsweise den Lärm der Abfallwagen auf dem Kopfsteinpflaster («E jede chlyne Ghüderwage macht e Mordsalarm») und die Tauben, welche die Fassade der St. Ursenkathedrale verunreinigen. Das Grundthema – die Solothurner als ein «eiges Völkli», das seinen Traditionen verhaftet bleibt – wird durch den Refrain «'s isch immer e so gsi» (hochdeutsch «'s war immer so») akzentuiert. Die von Enzmann erst später hinzugefügte achte Strophe, in der Heimwehgefühle ausgewanderter Solothurner zur Sprache kommen («Und schrecklig het ne's Heimweh plogt nom Stedtli lieb und chli»), wurde von ihm als «vielleicht allzu lyrisch» charakterisiert.
Die erste Strophe mit hochdeutscher Übersetzung lautet:
| Es lit es Stedtli wunderhübsch am blauen Aarestrand, 's isch immer so gsi, 's isch immer so gsi. Es gugget der Sant Urseturm wyt use übers Land, 's isch immer, 's isch immer e so gsi! Viel liebi alti Chlöster het's und Gibel, Türm und Tor, es wohnt es eiges Völkli drin, voll Gmüet und voll Humor, si Lybspruch isch: Wo's gmüetlig goht, do bin i au derby, 's isch immer, s isch immer e so gsi! | Es liegt ein Städtchen wunderhübsch am blauen Aarestrand. Es war immer so, s war immer so. Es schaut der St. Ursenturm weit übers Land. Es war immer so, s war immer so! Viele liebe alte Klöster hat's und Giebel, Türm' und Tore. Es wohnt ein eigen' Völklein drin, voll Gemüt und voll Humor, Sein Leitspruch ist: Wo’s gemütlich zugeht, bin ich auch dabei. Es war immer so, s war immer so! |